# Cyprinodon inmemoriam
Cyprinodon inmemoriam је зракоперка из реда Cyprinodontiformes и фамилије Cyprinodontidae.

## Угроженост
Ова врста је изумрла, што значи да нису познати живи примерци.

## Распрострањење
Ареал врсте је био ограничен на једну државу. 
Мексико је био једино познато природно станиште врсте.

## Станиште
Ранија станишта врсте су била слатководна подручја.